# Mad Season
Mad Season byla grungeová skupina vytvořená na konci roku 1994 členy tří populárních skupin ze Seattlu: Alice in Chains, Pearl Jam a Screaming Trees. Mad Season vydali pouze jedno album, Above a nejvíc jsou známi singlem "River of Deceit".
Poté, co se Layne Staley přestal objevovat, přijala skupina zpěváka z jiné grungeové skupiny Screaming Trees Marka Lanegana, a skupina se přejmenovala na Disinformation. Po smrti basáka Johna Saunderse na předávkování heroinem v roce 1999 se skupina rozpadla. V roce 2002 zemřel též na předávkování Layne Staley.

## Členové skupiny
- † Layne Staley – zpěv, kytara (1994–1997) (Alice in Chains)
- Mike McCready – kytara (1994–1999, 2012, 2014–2015) (Pearl Jam)
- † John Baker Saunders – basová kytara (1994–1999) (The Walkabouts)
- Barett Martin – bicí (1994–1999, 2012, 2014–2015) (Screaming Trees)
- Mark Lanegan – zpěv (1997–1999) (Screaming Trees)
- Skerik – saxofon, bicí (dočasně 1994–1995)

## Diskografie

### Alba
- Above, Columbia Records, 1994. Gold

### Singly
- "River of Deceit",Columbia Records (1995)
- "I Don't Know Anything", Columbia Records (1995)

### Soundtracky/Kompilace
- "I Don't Wanna Be A Soldier" on Working Class Hero: A Tribute To John Lennon, [[Hollywood

Records]] (1995).
- "River Of Deceit" (Live) on Bite Back: Live At The Crocodile Cafe, PopLlama Records (1996).

### Videografie
- Live at the Moore, Columbia Records (1995).